# Trio pour piano et cordes no 3 de Schumann
Pour les articles homonymes, voir Trio pour piano et cordes.

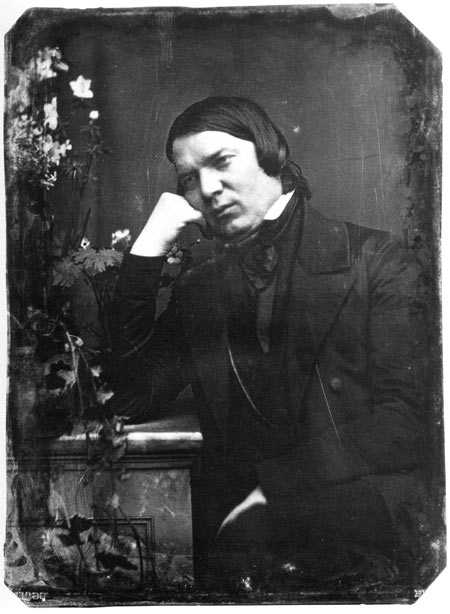
Robert Schumann en 1850

Le Trio pour piano et cordes no 3 en sol mineur opus 110 est un trio pour piano, violon et violoncelle de Robert Schumann. Composé en octobre 1851 et dédié à Niels Gade, il est créé le 21 mars 1852 à Leipzig avec Clara Schumann au piano, Ferdinand David au violon et Andreas Grabau au violoncelle. Malgré sa belle facture, il est le moins joué des trois trios avec piano.
La première aux États-Unis n'a eu lieu qu'en 1958 au Carnegie Hall de New York par le Trio di Bolzano.

## Structure
1. Bewegt, doch nicht zu rasch « animé, mais pas trop vite » (en sol mineur, à 6/8)
2. Ziemlich langsam « assez lent » (en mi bémol majeur, à 12/8)
3. Rasch « vif » (en ut mineur, à 2/4)
4. Kräftig, mit humor « vigoureux, avec humour » (en sol majeur, à 4/4)

- Durée d'exécution: vingt huit minutes

## Source
- François-René Tranchefort, Guide de la musique de chambre, éd.Fayard 1989 p.838